# Giancarlo Sbragia

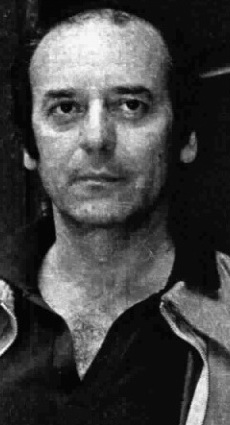
Giancarlo Sbragia

Giancarlo Sbragia (14 de marzo de 1926 – 28 de junio de 1994) fue un actor teatral, cinematográfico y televisivo, actor de voz, director teatral y dramaturgo de nacionalidad italiana.

## Biografía
Nacido en Roma, Italia, sus padres eran Virginio y Margherita Spaziani. Tras finalizar la escuela secundaria, en 1944 fue inscrito en la Accademia nazionale d'arte drammatica, en la que tuvo como compañeros de clase a Tino Buazzelli, Nino Manfredi, Luciano Salce y Marina Bonfigli. 
Finalizada su formación en la Accademia en 1947, fue contratado por el Piccolo Teatro di Milano, en el cual desempeñó desde un principio primeros papeles. A lo largo de larga y distinguida carrera trabajó con los protagonistas del teatro italiano del siglo XX, así como con grandes nombres de la cultura de su país, entre ellos Eduardo De Filippo, Luchino Visconti, Giorgio Strehler, Renzo Ricci, Michelangelo Antonioni, Gino Cervi, Guido Salvini, Enrico Maria Salerno y Federico Fellini, afirmándose como un experimentado intérprete, tanto de obras clásicas como de obras modernas. 
Dedicado con éxito a la dirección teatral, debutó como director e intérprete en el estreno en Italia de Look Back in Anger, del dramaturgo inglás John Osborne (temporada 1957-58).
Además de haber dirigido e interpretado todo tipo de textos – desde comedias a tragedias clásicas y dramas contemporáneos – también fue autor, escribiendo y dirigiendo obras como Le veglie inutili, Quarta era, Le confessioni della signora Elvira, Il fattaccio del giugno, y Musica e lazzi dalla commedia dell'arte. 
Sbragia estuvo casado con Esmeralda Ruspoli, conocida actriz teatral de los primeros años 1950, con la que tuvo tres hijos: Viola, Ottavio (músico) y Mattia, que siguió la carrera de sus padres, llegando a ser un estimado actor. 
En segundas nupcias se casó con Alessandra Panaro, también actriz, con la cual en 1993 se vio involucrado en un atentado con explosivos llevado a cabo por la Cosa Nostra contra el patrimonio artístico nacional. La pareja vivía en Roma frente a la iglesia de San Giovanni in Velabro, cuando en la medianoche del 27 de julio un coche bomba la dañó gravemente (cien kilos de TNT derruyeron su famoso pórtico del siglo XIII). Se encontraban en la vivienda con las ventanas abiertas, por lo que la onda expansiva atravesó la vivienda produciendo daños a la propiedad, pero no a sus ocupantes, que resultaron ilesos.

### Teatro
En casi cincuenta años de carrera, fue miembro de las principales compañías teatrales italianas, tanto públicas como privadas, fundando además la suya propia y llegando a ser uno de los actores más importantes de su generación. Así, trabajó en el Piccolo Teatro di Milano dirigido por Strehler (donde debutó, y al que volvió en varias ocasiones), el Piccolo Teatro di Roma con Orazio Costa, la Compagnia Drammatica Nazionale con Guido Salvini, la compagnia Pagnani-Cervi, la Compagnia Italiana delle Tre Venezie, y la compañía de Renzo Ricci y Margherita Bagni. Además, colaboró con Michelangelo Antonioni formando la compañía Antonioni-Sbragia-Vitti. 
Tuvo un punto de inflexión en 1960, cuando fundó, junto a Ivo Garrani y Enrico Maria Salerno la compañía "Attori Associati", que proponía un teatro experimental con fuertes connotaciones sociales, comprometido y crítico de la realidad contemporánea, llevando a escena los primeros ejemplos de teatro-cronaca en Italia. Después trabajó algunas temporadas en el Piccolo di Milano, y en 1969 refundó "Gli Associati", en esta ocasión con la innovadora fórmula de la cooperativa. Esta vez tuvo nuevos compañeros: actores como Sergio Fantoni y Valentina Fortunato, el director Virginio Puecher, el escenógrafo Gianni Polidori, y técnicos como Fulvio Fo y Nunzio Meschieri. 
La formación duró hasta finales de los años 1970, enriquecida con las adhesiones de Lilla Brignone, Valeria Ciangottini, Renzo Giovampietro, Paola Mannoni, Luigi Vannucchi y Mattia Sbragia, hasta el punto de formar, en 1972, dos compañías. Además de actor y director, Sbragia fue también director artístico. En esos años se representaron algunos espectáculos memorables, como fue el caso de Calígula, Edipo rey, Strano interludio, Piccola città y I demoni. 
Sbragia, que había sido un buen pianista, también escribió la música de algunas representaciones, como fue el caso de Otelo, Calígula, Strano interludio, La morte di Danton y La bella addormentata.

### Radio y televisión
Al igual que en el teatro, Sbragia afrontó la televisión trabajando en todos los campos: trabajó como actor en diferentes géneros (teatro televisado, series, telenovelas), y fue presentador de programas y columnas semanales como L'approdo y Concerto di prosa. En I promessi sposi, de Sandro Bolchi, fue el narrador, que presentaba los episodios, resumiendo los anteriores y, al igual que muchos de sus colegas, hizo algo de publicidad. 
Sbragia fue también muy activo en el medio radiofóncio, y como parte de la Compagnia di Prosa di Roma de la RAI participó en programas como Il barbiere di Siviglia, I giusti, Il giorno della civetta, o Altri tempi.

### Cine
Su actividad cinematográfica no tuvo demasiado relieve, pese a que apareció en más de veinte largometrajes –algunos dirigidos por destacados directores como Vittorio Cottafavi, Liliana Cavani, Yves Boisset y Giuseppe Bertolucci– y ser el narrador de dos documentales. También en la gran pantalla estuvo presente en distintos géneros, desde el mitológico al policíaco, y desde el histórico al thriller psicológico.
Además, Sbragia fue actor de voz, dando voz a Maximilian Schell, Max von Sydow y Narciso Parigi. Federico Fellini le hizo dar voz al maestro Albertini en Y la nave va.

### Compromiso
Además de su actividad profesional, Sbragia prodigó su sensibilidad y su sentido cívico comprometiéndose directamente con la actividad sindical y política. En los inicios de la televisión italiana coordinó la primera huelga del medio, experiencia den la que nacería el primer sindicato del sector, la Società Attori Italiani (S.A.I.), posterior Sindacato attori italiani, fundado junto a Gino Cervi, Marcello Mastroianni, Nino Manfredi, Enrico Maria Salerno y Arnoldo Foà.
En el frente político, fue concejal en Roma desde 1976 a 1981, elegido en las listas del Partido Comunista Italiano.

### Premios
Su comedia Le veglie inutili, de 1953, fue premiada con el premio "Borletti".
Por su dirección de  Sacco e Vanzetti, recibió el premio IDI temporada 1960-1961
El 19 de julio de 1994, en Pescara, en la vigésimo primera edición del Premio Flaiano, se le concedió a título póstumo el premio a toda su carrera, siendo recogido por su esposa, Alessandra Panaro, y su hijo Mattia.

## Teatro (actor y/o director)
- Il ventaglio, de Carlo Goldoni, dirección de Alfredo Zennaro, Teatro Quirino, Roma (1947)
- Don Juan, de Molière, dirección de Giorgio Strehler, Piccolo Teatro de Milán (1948)
- Crimen y castigo, de Fiódor Dostoyevski, dirección de Giorgio Strehler, Piccolo Teatro de Milán (1948)
- Ricardo II, de William Shakespeare, dirección de Giorgio Strehler, Piccolo Teatro de Milán (1948)
- Cristo ha ucciso, de Gian Paolo Callegari, dirección de Guido Salvini, Teatro "La Fenice" de Venecia, (1948)
- Mirra, de Vittorio Alfieri, dirección de Orazio Costa (1949)
- Julio César, de William Shakespeare, dirección de Guido Salvini, Teatro Romano de Verona (1949)
- Detective story, de Sidney Kingsley, dirección de Luigi Squarzina, Teatro Valle de Roma (1951)
- Il libro di Cristoforo Colombo, de Paul Claudel, dirección de Guido Salvini (1951)
- Romeo y Julieta, de William Shakespeare, dirección de Guido Salvini (1951)
- Le nozze di Giovanna Phile, de Bruno Magnoni, dirección de Franco Enriquez, Piccolo Teatro de Milán (1952)
- La signora non è da bruciare, de Christopher Fry, dirección de Guido Salvini, Teatro Manzoni de Miláno (1952)
- Elisabetta d'Inghilterra, de Ferdinand Bruckner, dirección de Giorgio Strehler, Piccolo Teatro de Milán (1952)
- L'ingranaggio, de Jean Paul Sartre, dirección de Giorgio Strehler, Piccolo Teatro de Milán (1953)
- Sacrilegio massimo, de Stefano Pirandello, dirección de Giorgio Strehler, Piccolo Teatro de Milán (1953)
- Seis personajes en busca de autor, de Luigi Pirandello, dirección de Giorgio Strehler, Piccolo Teatro de Milán (1953)
- Lulù, de Carlo Bertolazzi, dirección de Giorgio Strehler, Piccolo Teatro de Milán (1953)
- Appuntamento nel Michigan, de Franco Cannarozzo, dirección de Franco Enriquez, Piccolo Teatro de Milán (1953)
- Le veglie inutili, de Giancarlo Sbragia, dirección de Franco Enriquez, Piccolo Teatro de Milán (1953)
- Anfitrión, de Plauto, dirección de Jean Giraudoux, Ferrara (1955)
- Largo viaje hacia la noche, de Eugene O'Neill (1956)
- Scandali segreti, de Michelangelo Antonioni y Elio Bartolini, dirección de M. Antonioni (1957)
- I am a Camera, de J. Van Druten, dirección de M. Antonioni (1957)
- Ricorda con rabbia, de John Osborne, dirección de Giancarlo Sbragia (1957)
- Donadieu, de Fritz Hochwaelder, dirección de Enrico Colosimo, Piazza Vecchia de Bérgamo (1958)
- Una luna per i bastardi, de Eugene O'Neill (1959).
- Romeo y Julieta, dirección de Franco Enriquez, Teatro Romano de Verona (1960)
- Julio César, de William Shakespeare, dirección de Mario Ferrero Agosto, Teatro romano de Ostia (1960)
- Quarta era, de Giancarlo Sbragia y Gian Domenico Giagni (1960)
- Sacco e Vanzetti, de Mino Roli y Luciano Vincenzoni (1961)
- L’Isola dei Pazzi, de Egidio Romualdo Duni (1961)
- Il Re – Italia, de Giorgio Prosperi (1961)
- Il capitano d'industria, de Brunello Rondi (1961)
- L'alba, il giorno e la notte, de Dario Niccodemi (1961)
- Il giorno della civetta, de Leonardo Sciascia (1964)
- La cena delle beffe, de Sem Benelli (1965)
- Le confessioni della signora Elvira', de Mino Roli y Giancarlo Sbragia (1965)
- Musica e lazzi dalla commedia dell'arte, de Cesare Brero y Giancarlo Sbragia (1966)
- Duecentomila e uno", de S. Cappelli (1966)
- L'istruttoria, de Peter Weiss, dirección de Virginio Puecher (1967)
- Rappresentazione per Enrico V, de Shakespeare, dirección de Virginio Puecher; Teatro Stabile de Bolonia (1967)
- Il fattaccio, de Giancarlo Sbragia, Teatro Lírico de Milán (1968)
- Fausto, de Goethe, dirección de Virginio Puecher (1969)
- Don Carlos, de Friedrich Schiller (1970)
- Calígula, de Albert Camus, Roma (1971).
- Strano interludio, de Eugene O’Neil (1972)
- Ilíada, de Homero, Roma (1972)
- Inferni
- Il vizio assurdo, de D. Fabbri y D. Lajolo (1973)
- Edipo rey, de Sófocles, dirección de Virginio Puecher, Roma (1974-75)
- Piccola città/Spoon River, de T. Wilder y E.L. Masters (1975/76)
- La cortigiana, de Pietro Aretino
- La morte di Danton, de Georg Buchner (1976/77)
- Notizie dal mondo, de L. Pirandello (1976/77)
- Il commedione di G. G. Belli, de Diego Fabbri (1977/78)
- La potenza delle tenebre, de Tolstói, (1977/78)
- I demoni, de Sbragia (1979/80)
- Romeo y Julieta, de Shakespeare (1979/80)
- Las bacantes, de Eurípides (1979/80)
- La bella addormentata, de P. Rosso di San Secondo (1980/81)
- Il giorno, de Parini (1980/81)
- Il giuoco delle parti, de Luigi Pirandello (1980/81)
- La sonata a Kreutzer, de León Tolstói (1981/82)
- Una giornata particolare, de Ettore Scola, dirección de Vittorio Caprioli (1981/82)
- Le piccole volpi, de Lillian Hellmann (1981/82)
- La bottega del caffè, de Carlo Goldoni (1981/82)
- Mrs. Warren's Profession, de George Bernard Shaw (1983/84)
- La gata sobre el tejado de zinc, de Tennessee Williams (1983/84)
- Il barone maraviglioso, dirección de Mattia Sbragia (1983/84)
- La collezione y Il leggero malessere (1985/86)
- Madame Bovary, de Gustave Flaubert (1985/86)
- Otelo, de William Shakespeare (1985/86)
- Non ti mettere tra il drago e il suo furore, Teatro greco di Taormina (1985/86)
- Fausto, Teatro Griego de Taormina (1987/88)
- L'amante compiacente, de Graham Greene (1987/88)
- Il più felice dei tre, de Labiche (1987/88)
- Non chiederci la parola, de Eugenio Montale, Teatro Genovese (1988)
- El poder y la gloria, de Graham Greene (1991/92)
- Orson Welles: uno di quelli che fanno i re, de Guido Fink (1991/92)
- La mela magica, de William Nicholson (1991/92)
- Dottor Jekyll e mister Hyde, dirección de Duccio Tessari (1991/92)
- Edipo rey, dirección de G. Sepe (1991/92)
- La morte e la fanciulla (1994)

## Televisión
- Delitto e castigo, de Fiódor Dostoyevski, dirección de Franco Enriquez (1954)
- Tristi amori, de Giuseppe Giacosa (1954)
- Il processo di Mary Dugan, de Bayard Veiller (1954)
- La vedova (1955)
- Roberto e Marianna (1955)
- Le nozze di Giovanna Phile, dirigida por Daniele D`Anza (1955)
- Inquisizione, de Diego Fabbri, dirigida por Daniele D'Anza (1955)
- La scuola delle mogli, de Molière (1955)
- La porta chiusa (1955)
- Paura di me, de Valentino Bompiani, dirección de Daniele D`Anza (1956)
- La vedovella, dirección de Daniele D'Anza (1956)
- Viaggio di nozze, dirección de Daniele D'Anza (1956)
- Incantesimo, dirección de Daniele D`Anza (1956)
- L'armadietto cinese, dirección de Daniele D'Anza (1956)
- Se volessi..., dirección de Daniele D`Anza (1956)
- Cime tempestose, de Emily Bronte (1956)
- I fiordalisi d`oro, de Giovacchino Forzano (1958)
- Concerto di prosa (1959)
- Un marito ideale, de Oscar Wilde, dirección de Sandro Bolchi (1959)
- La bottega del caffè, de Carlo Goldoni (1960)
- L`appuntamento di Senlis, de Jean Anouilh (1960)
- La storia di Enrico IV, de William Shakespeare, dirección de Sandro Bolchi (1961)
- La vita è sogno, de Pedro Calderón de la Barca, dirección de Sandro Bolchi (1962)
- Peribañez e il commendatore dl Ocaña, de Lope de Vega (1962)
- La cura musicale (1962)
- L'uomo del destino (1962)
- Il decorato O`Flaherty (1963)
- ...E Giove ride (1963)
- Il piccolo caffè, de Tristan Bernard, dirección de Vittorio Cottafavi (1963)
- Champignol senza volerlo (1963)
- La grande magia, de Eduardo De Filippo (1964)
- Così è (se vi pare), de Luigi Pirandello, dirección de Vittorio Cottafavi (1964)
- I grandi camaleonti, dirección de Edmo Fenoglio (1964)
- I superstiti (1965)
- Le piccole volpi, de Lillian Hellman, dirección de Vittorio Cottafavi (1965)
- L'importanza di chiamarsi Ernesto, de Oscar Wilde (1966)
- Bandiera bianca, de Tendriakov y Jikramov, dirección de Anton Giulio Majano (1966)
- Trampoli, de Sergio Pugliese (1966)
- Promessi sposi, de Alessandro Manzoni, dirección de Sandro Bolchi (1967)
- Il misantropo, de Molière (1967)
- Il sottotenente tenente, de Pierre Gripari (1967)
- L'istruttoria, de Peter Weiss (1967)
- Oliver Cromwell: ritratto di un dittatore, dirección de Vittorio Cottafavi (1969)
- Marionette che passione, de Rosso San Secondo (1969)
- Il gabbiano, de Antón Chéjov, dirección de Orazio Costa (1969)
- Eleonora Duse (1969)
- Napoli 1860 La fine dei Borboni, dirección de Alessandro Blasetti (1970)
- L'approdo (1970)
- Qui Squadra Mobile, dirección de Anton Giulio Majano (1973)
- Anna Karenina, de León Tolstói, dirección de Sandro Bolchi (1974)
- Alle origini della mafia (1976)
- Il vizio assurdo, dirección de Lino Procacci (1978)
- Il commedione di Giuseppe Gioacchino Belli, poeta e impiegato pontificio, de Diego Fabbri (1980)
- Le baccanti, de Eurípides, dirigida por Giancarlo Sbragia (1980)
- Quadarno proibito, de Alba de Céspedes, dirección deMarco Leto (1980)

## Cine
- Clandestino a Trieste", de Guido Salvini (1952)
- La congiura dei Borgia, de Antonio Raccioppi (1958)
- Lupi nell'abisso, de Silvio Amadio (1959)
- Messalina Venere imperatrice, de Vittorio Cottafavi (1960)
- La venganza de Hércules, de Vittorio Cottafavi (1960)
- Laura nuda, de Nicolò Ferrari (1961)
- All'armi, siam fascisti!, documental (1962)
- Le sette folgori di Assur, de Silvio Amadio (1962)
- Il crollo di Roma, de Anthony M. Dawson (1963)
- Italia proibita, documental (1963)
- "Fiammetta" (episodio del film Le adolescenti), de Gian Vittorio Baldi (1964)
- Senza sole né luna, de Luciano Ricci (1964)
- Francesco d'Assisi, de Liliana Cavani (1966)
- Love birds – Una strana voglia d'amare, de Mario Caiano (1969)
- Policeman, de Sergio Rossi (1971)
- Una mariposa con las alas ensangrentadas , de Duccio Tessari (1971)
- Da parte degli amici: firmato mafia!, de Yves Boisset (1971]
- Equinozio, de Maurizio Ponzi (1971)
- Tony Arzenta - Big Guns, de Duccio Tessari (1973)
- Con la rabbia agli occhi, de Anthony M. Dawson (1976)
- Poliziotto sprint, de Stelvio Massi (1977)
- Ritratto di borghesia in nero, de Tonino Cervi (1977)
- I cammelli, de Giuseppe Bertolucci (1988)